# Championnats du monde de ski de vitesse 2011
Navigation
Édition précédente Édition suivante
Les Championnats du monde de ski de vitesse 2011 se sont déroulés du 18 au 21 avril 2011 à Verbier (Suisse) sous l'égide de la fédération internationale de ski. Deux titres sont attribués, un pour les hommes et un pour les femmes.

## Podiums
| Épreuves | Or                     | Argent         | Bronze          |
| -------- | ---------------------- | -------------- | --------------- |
| Hommes   | Simone Origone         | Ivan Origone   | Bastien Montes  |
| Femmes   | Karine Dubouchet-Revol | Linda Baginski | Sanna Tidstrand |

## Résultats détaillés

### Hommes
| Rang               | Skieur               | Vitesse     |
| ------------------ | -------------------- | ----------- |
| Médaille d'or      | Simone Origone       | 211.67 km/h |
| Médaille d'argent  | Ivan Origone         | 209.70 km/h |
| Médaille de bronze | Bastien Montes       | 209.69 km/h |
| 4                  | Klaus Schrottshammer | 209.67 km/h |
| 5                  | Philippe May         | 209.19 km/h |
| 6                  | Louis Billy          | 208.33 km/h |
| 7                  | Daniel Persson       | 208.03 km/h |
| 8                  | Simon Billy          | 207.59 km/h |
| 9                  | Radek Cermak         | 207.47 km/h |
| 10                 | Chritian Jansson     | 206.80 km/h |

|                     |
| Résultats officiels |

### Femmes
| Rang               | Skieuse                | Vitesse     |
| ------------------ | ---------------------- | ----------- |
| Médaille d'or      | Karine Dubouchet-Revol | 204.05 km/h |
| Médaille d'argent  | Linda Baginski         | 203.13 km/h |
| Médaille de bronze | Sanna Tidstrand        | 202.70 km/h |
| 4                  | Jennifer Romano        | 201.51 km/h |
| 5                  | Tracie Sachs           | 200.48 km/h |
| 6                  | Lisa Hovland-Udén      | 199.35 km/h |
| 7                  | Elena Banfo            | 197.34 km/h |

|                     |
| Résultats officiels |